# تپه کلاووه عزیزآباد
تپه کلاووه عزیزآباد در شهرستان صحنه، بخش مرکزی، دهستان خدابنده لو واقع شده و در تاریخ ۱۸ خرداد ۱۳۸۴ با شمارهٔ ثبت ۱۱۸۲۰ به‌عنوان یکی از آثار ملی ایران به ثبت رسیده است.